# Russenfamilie
De russenfamilie of bloembiesfamilie (Juncaceae) is een familie van eenzaadlobbige planten. Deze familie wordt door de meeste systemen van plantensystematiek erkend, en ook door APG (1998) en APG II (2003).
Het zijn kruidachtige, soms eenjarige maar meestal overblijvende planten, die langzaam groeien. Ze worden aangetroffen op arme bodems in gematigde tot koude streken en op tropische bergen. Ze hebben meestal een wortelstok en groenblijvende bladeren. De planten zijn merendeels hermafrodiet en hebben kleine bloemen.
Wereldwijd zijn er meer dan 400 soorten in 6 à 7 geslachten:
- Distichia
- Juncus (Rus)
- Luzula (Veldbies)
- Marsippospermum
- Oxychloe
- Rostkovia

Hiervan zijn het geslacht Rus (Juncus) met zo'n 300 soorten en Veldbies (Luzula) met zo'n 115 soorten het belangrijkst. Deze beide geslachten komen ook in Nederland voor respectievelijk met meer dan 20 soorten en met 5 soorten. Op de Nederlandstalige Wikipedia wordt het geslacht Rus (Juncus) in een apart artikel behandeld, alsook de volgende soorten
- Veldrus (Juncus acutiflorus)
- Zomprus (Juncus articulatus)
- Noordse rus (Juncus balticus)
- Greppelrus (Juncus bufonius)
- Canadese rus (Juncus canadensis)
- Platte rus (Juncus compressus)
- Biezenknoppen (Juncus conglomeratus)
- Pitrus (Juncus effusus)
- Zwaardrus (Juncus ensifolius)
- Draadrus (Juncus filiformis)
- Zilte rus (Juncus gerardii)
- Zeegroene rus (Juncus inflexus)
- Zeerus (Juncus maritimus)
- Trekrus (Juncus squarrosus)
- Paddenrus (Juncus subnodulosus)
- Tengere rus (Juncus tenuis)
- Gewone veldbies (Luzula campestris)
- Witte veldbies (Luzula luzuloides)
- Veelbloemige veldbies (Luzula multiflora)
- Ruige veldbies (Luzula pilosa)
- Grote veldbies (Luzula sylvatica)

N.B. Het geslacht Prionium wordt door APG II ingedeeld in de familie Thurniaceae.
Door Cronquist (1981) wordt deze familie geplaatst in diens orde Juncales.